# Dragon Quest Wars
Dragon Quest Wars (ドラゴンクエスト ウォーズ, Doragon Kuesuto Wōzu) est un jeu vidéo Tactical RPG sorti sur le DSiWare. C'est un spin-off de la série Dragon Quest.

## Accueil
Dragon Quest Wars a été nommé dans le cadre des prix annuels de Nintendo Power dans les catégories Jeu de l'année et Jeu DSiWare de l'année.